# Хронологія світових рекордів з бігу на 10000 метрів серед жінок
Світові рекорди з бігу на 10000 метрів визнаються Світовою легкою атлетикою з-поміж результатів, показаних легкоатлетками на відповідній дистанції на біговій доріжці стадіону, за умови дотримання встановлених вимог.
Світова легка атлетика розпочала ратифікацію світових рекордів у цій дисципліні у 1981.

## Хронологія рекордів
| Результат                               | Атлетка                     | Місто змагань  | Дата змагань | Примітки                | Відео            |
| --------------------------------------- | --------------------------- | -------------- | ------------ | ----------------------- | ---------------- |
| 32.17,20                                | Олена Сіпатова СРСР         | Москва         | 19.09.1981   |                         |                  |
| 31.48,23                                | Мері Табб США               | Юджин          | 16.07.1982   |                         |                  |
| 31.35,01                                | Людмила Баранова СРСР       | Краснодар      | 29.05.1983   |                         |                  |
| 31.27,58                                | Раїса Садрейдінова СРСР     | Одеса          | 07.09.1983   |                         |                  |
| 31.13,78                                | Ольга Бондаренко СРСР       | Київ           | 24.06.1984   |                         |                  |
| 30.59,42                                | Інгрід Крістіансен Норвегія | Осло           | 27.07.1985   |                         | Відео на YouTube |
| 30.13,74                                | Інгрід Крістіансен Норвегія | Осло           | 05.07.1986   |                         |                  |
| 29.31,78                                | Ван Цзюнься КНР             | Пекін          | 08.09.1993   |                         |                  |
| 29.17,45                                | Алмаз Аяна Ефіопія          | Ріо-де-Жанейро | 12.08.2016   | [ 1 ]                   | Відео на YouTube |
| 29.06,82                                | Сіфан Гассан Нідерланди     | Генгело        | 06.06.2021   | [ 2 ] [ 3 ] [ 4 ] [ 5 ] | Відео на YouTube |
| 29.01,03                                | Летесенбет Гідей Ефіопія    | Генгело        | 08.06.2021   | [ 6 ] [ 5 ]             | Відео на YouTube |
| 28.54,14                                | Беатріс Чебет Кенія         | Юджин          | 25.05.2024   | [ 7 ] [ 8 ]             | Відео на YouTube |
| 0 років, 308 днів від дати встановлення |                             |                |              |                         |                  |